# 印象·刘三姐

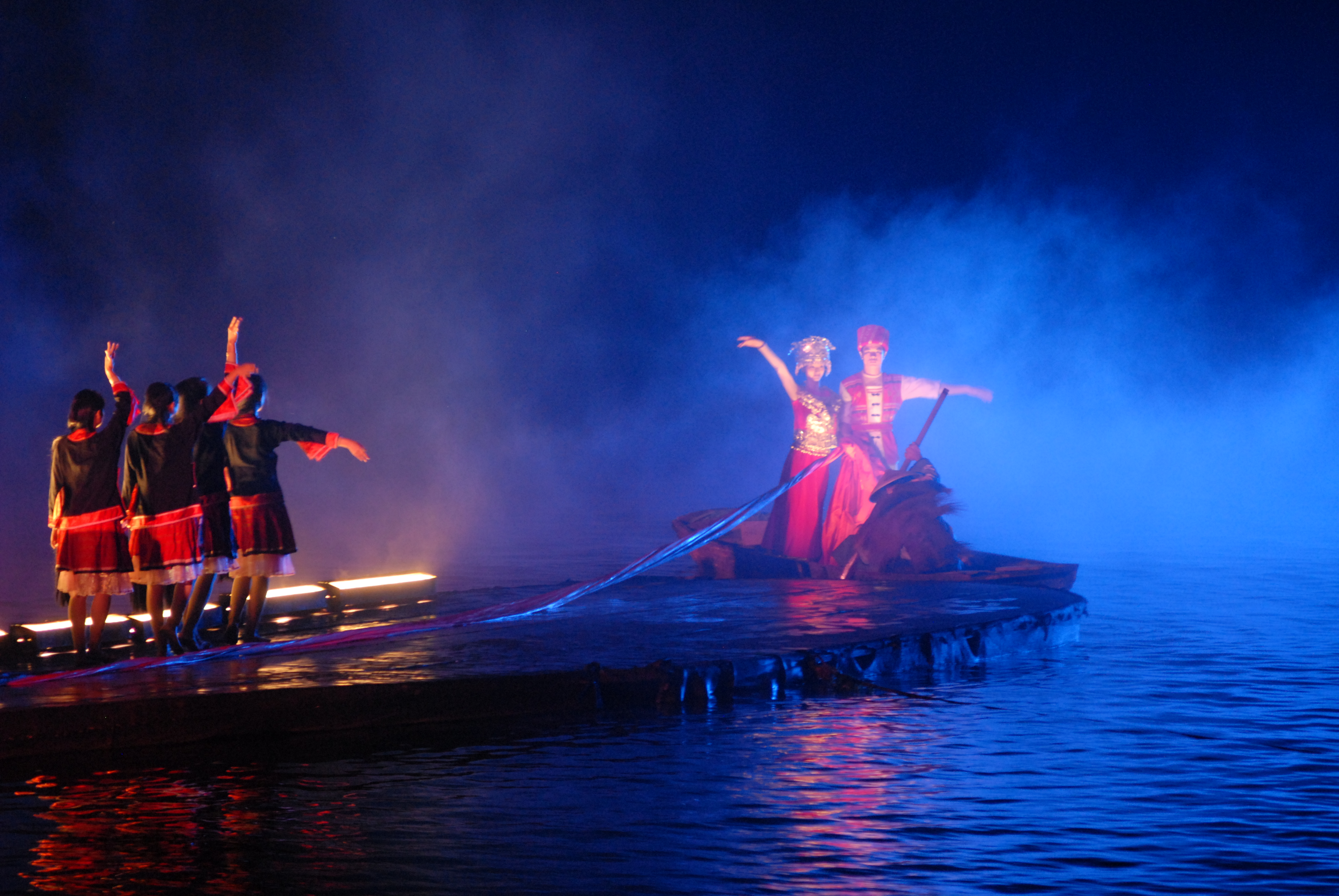
印象刘三姐演出现场。

《印象·刘三姐》是一部以广西桂林阳朔书童山段漓江两公里水域为舞台，十二座山峰以及天空作为背景，融合刘三姐山歌、广西民族风情与桂林山水等多种元素的大型山水实景演出。该演出的导演为张艺谋，于2004年3月20日首次正式在广西桂林市上演。至2025年，《印象·刘三姐》已累计演出92,142场次，观众高达3120万人次，而票房收入高达60亿元。

## 主要问题
中央电视台《焦点访谈》曾于2014年国庆黄金周期间暗访广西桂林阳朔当地的“印象·刘三姐”街头售票情况，拉客人员声称50元“能看到演出”（而演出的正规的门票最低价是188元），引来不少游客大呼上当。而据报道，所谓的“观众席”在舞台背后数百米处，是一些在土坡上用小板凳搭建的伪造的坐席，演出时“只闻其声，不见其人”。报道中还称，还有不少正规旅行社找拉客人员寻求“商机”。